# Правият камък
Правият камък е менхир на западния склон на възвишение до с. Петокладенци (Област Плевен).

## Описание
Т.нар. от местното население „побит камък“ – менхир е поставен над могилен насип, вероятно като като култов знак. Обектът представлява грубо отцепен каменен блок без видими следи от обработка, с удължена, четиристранна форма, стеснена в горния край. Височината му над земята е 2,20 m, а в основата си е широк 0,74 m и дебел 0,58 m. Във височина широчината му е 0,72 m, а дебелината – 0,24 m.
Според проф.Димитрина Митова-Джонова култовият езически паметник Правият камък е преосмислен като християнски и се почита се като оброк.
Правият камък, е с нарушена цялост – от върха му е отнето парче с височина около 0,50 m.